# 아내의 커밍아웃?
《아내의 커밍아웃?》는 2003년 11월 4일에 MBC에서 방영한 베스트극장이다.

## 등장 인물

### 주요 인물
- 이윤성 : 연경 역
- 이혜상 : 미현 역
- 정성화 : 정환 역

### 그 외 인물
- 김용희
- 정한헌
- 이정우

### 우정출연
- 이희도
- 최재호
- 정찬